# Cryothérapie

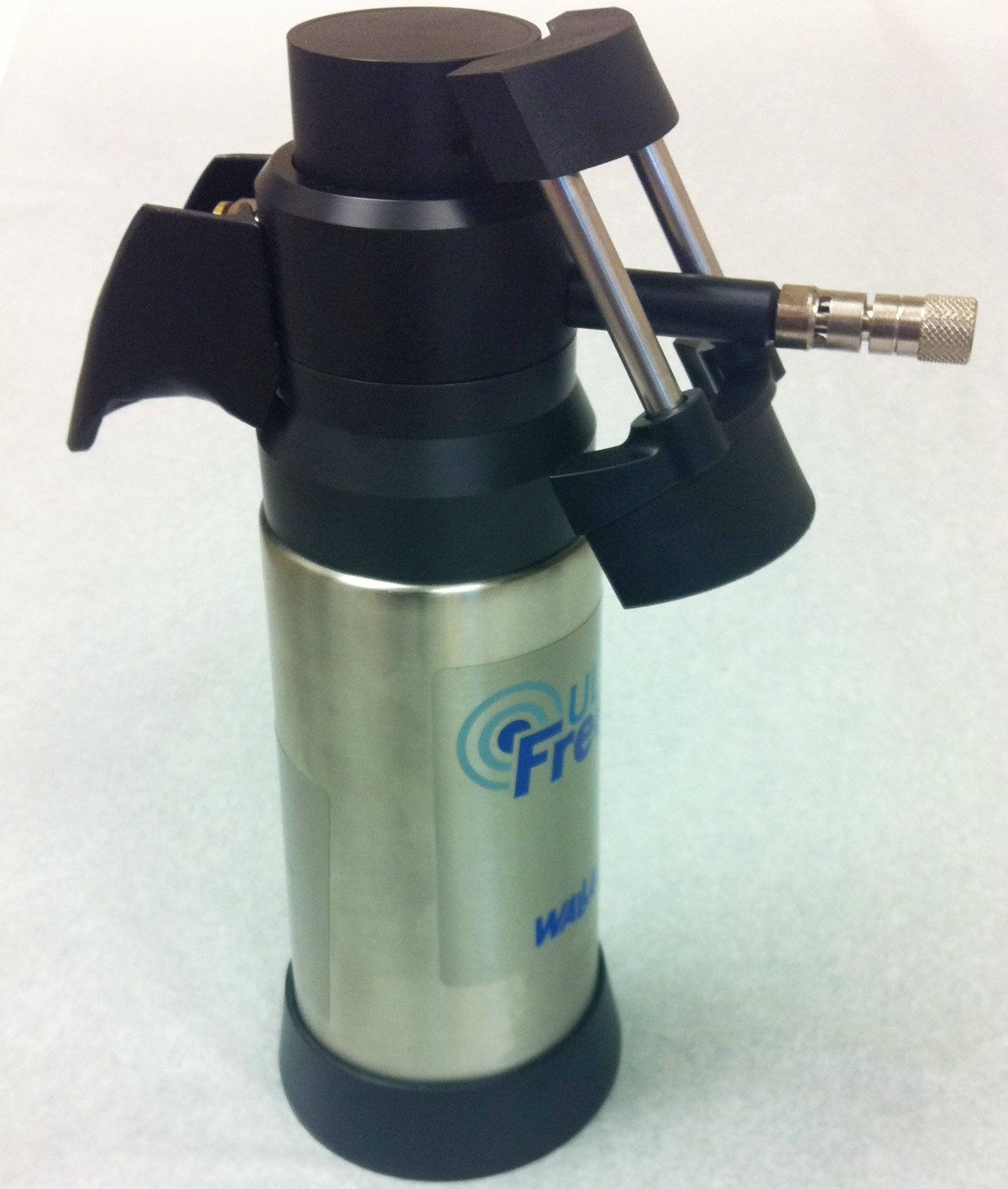
Pistolet de cryothérapie médicale.

La cryothérapie est le traitement par le froid.

## Histoire
La cryothérapie sous forme de bain froid existe depuis l'Antiquité.
Selon les découvertes archéologiques, les premières installations de bains datent de 2 000 ans av. J.-C., mais la pratique du bain est attestée à la fin du Ve siècle av. J.-C. en Grèce. 
Des particuliers proposaient des bains froids et chauds et parfois des massages. En 25 av. J.-C. apparaissent les thermes, sur l’ordre de Marcus Vipsanius Agrippa, le gendre de l’empereur Auguste. En effet ce dernier avait été guéri par le médecin Antonius Musa, qui lui avait prescrit des bains froids. Les bains froids s'ajoutent alors aux salles tièdes et chaudes et les thermes se répandent dans tout l’Empire.
Depuis les années 1970  l'application de froid par vessie de glace, ou spray froid, intéresse les scientifiques. Les Japonais ont été les premiers à évaluer scientifiquement les résultats obtenus par l'abaissement de la température cutanée : le docteur Yamaguchi, met au point la chambre de cryothérapie en 1978, un caisson où la température descend à −164 °C grâce à l'injection d’air azoté.
En juin 2011, la méthode est utilisée pour la première fois dans le cyclisme professionnel, à l'occasion du Critérium du Dauphiné libéré : les coureurs de l'équipe La Française des jeux participent régulièrement à des séances de cryothérapie pour mieux récupérer après l'effort.
En septembre 2019, l'INSERM publie un rapport intitulé : « Évaluation de l’efficacité et de la sécurité de la cryothérapie du corps entier à visée thérapeutique ». Ce document rapporte que les études existantes sont insuffisantes pour conclure à un effet positif de la thérapie. Il pointe des problèmes de sécurité et des effets secondaires authentiquement identifiés : (brûlures, maux de tête, urticaire chronique au froid). Il conclut que les études devraient être méthodologiquement fiables car la pratique de la technique est populaire et ses effets indésirables ne sont pas anodins.
En mai 2022 en France, la Cour de cassation rend un arrêt qui juge que « la cryothérapie n’est pas une pratique anodine et ne peut être proposée que par certains professionnels médicaux ».
En avril 2025, un accident survient lors d'une séance de cryothérapie à Paris. Une employée meurt et une cliente est en état de mort cérébrale. Une fuite d'azote est la première hypothèse des enquêteurs.

## Applications
Elle est utilisée pour calmer les douleurs telles que les entorses, tendinites, claquages musculaires. 
Le froid réduit le calibre des vaisseaux (vasoconstriction), soulage la douleur et aide à résorber les hématomes. 
Des sprays de froid sont aujourd'hui couramment utilisés sur les terrains de sport pour calmer la douleur à la suite d'un choc, de manière plus pratique qu'avec la glace.
La cryothérapie (à température beaucoup plus basse) « brûle » par congélation les verrues par l'application d'une petite quantité d'azote liquide à −196 °C, directement sur la peau à l'aide d'un coton tige. Elle est traite l'angiome cerise.
Elle est utilisée dans le traitement de la kératose actinique.

## Cryothérapie  H2O: bain froid
Depuis les années 1990, les sportifs s'intéressent aux effets des bains froids sur la récupération physique (retour veineux, pression hydrostatique, sécrétion d'endorphines) et le traitement des douleurs (analgésie ). 
Aujourd'hui, le bain froid est le système cryothérapie le plus utilisé et le plus efficace chez les sportifs de haut niveau[réf. souhaitée].

## Chambre de cryothérapie

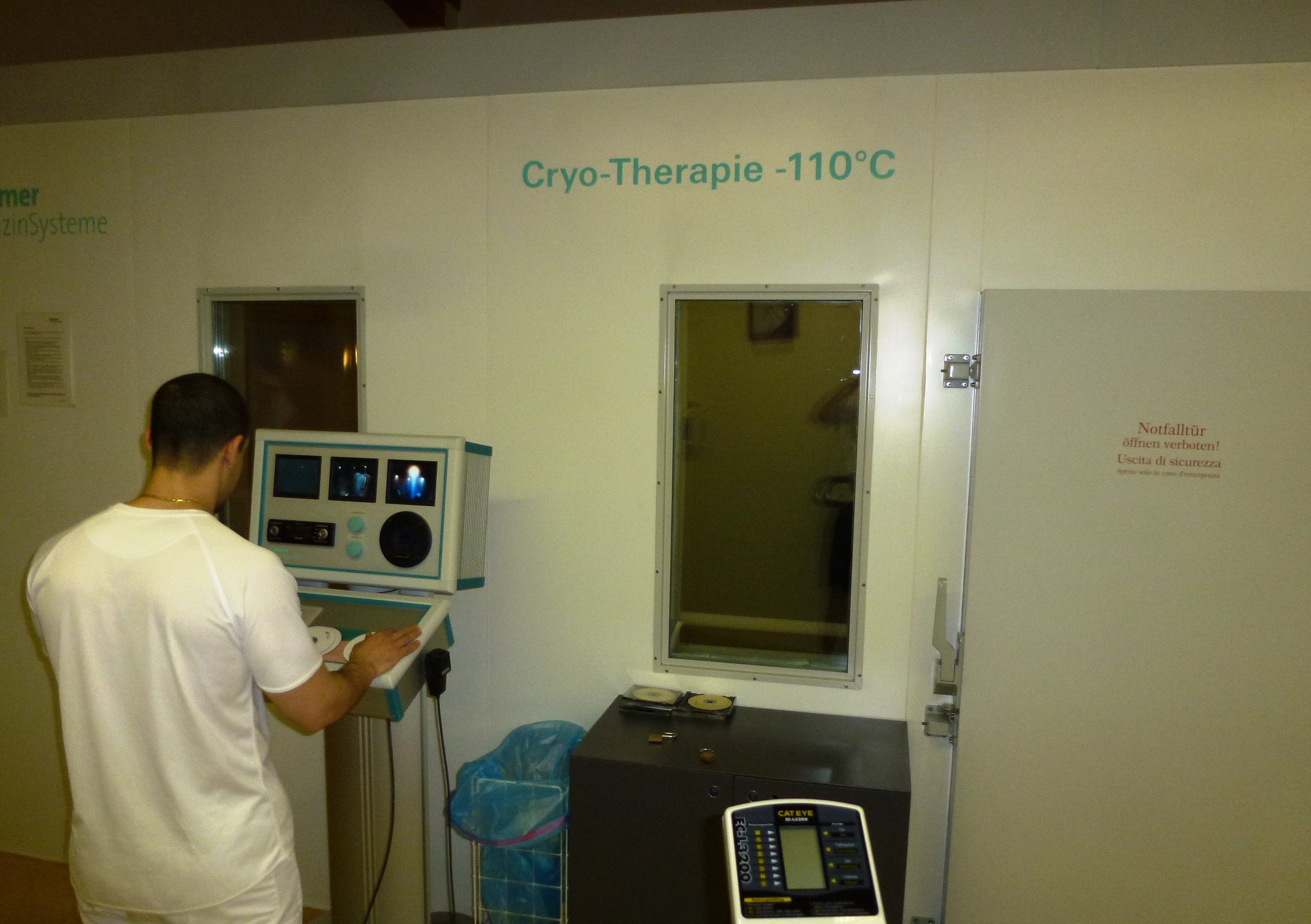
Chambre de cryothérapie.

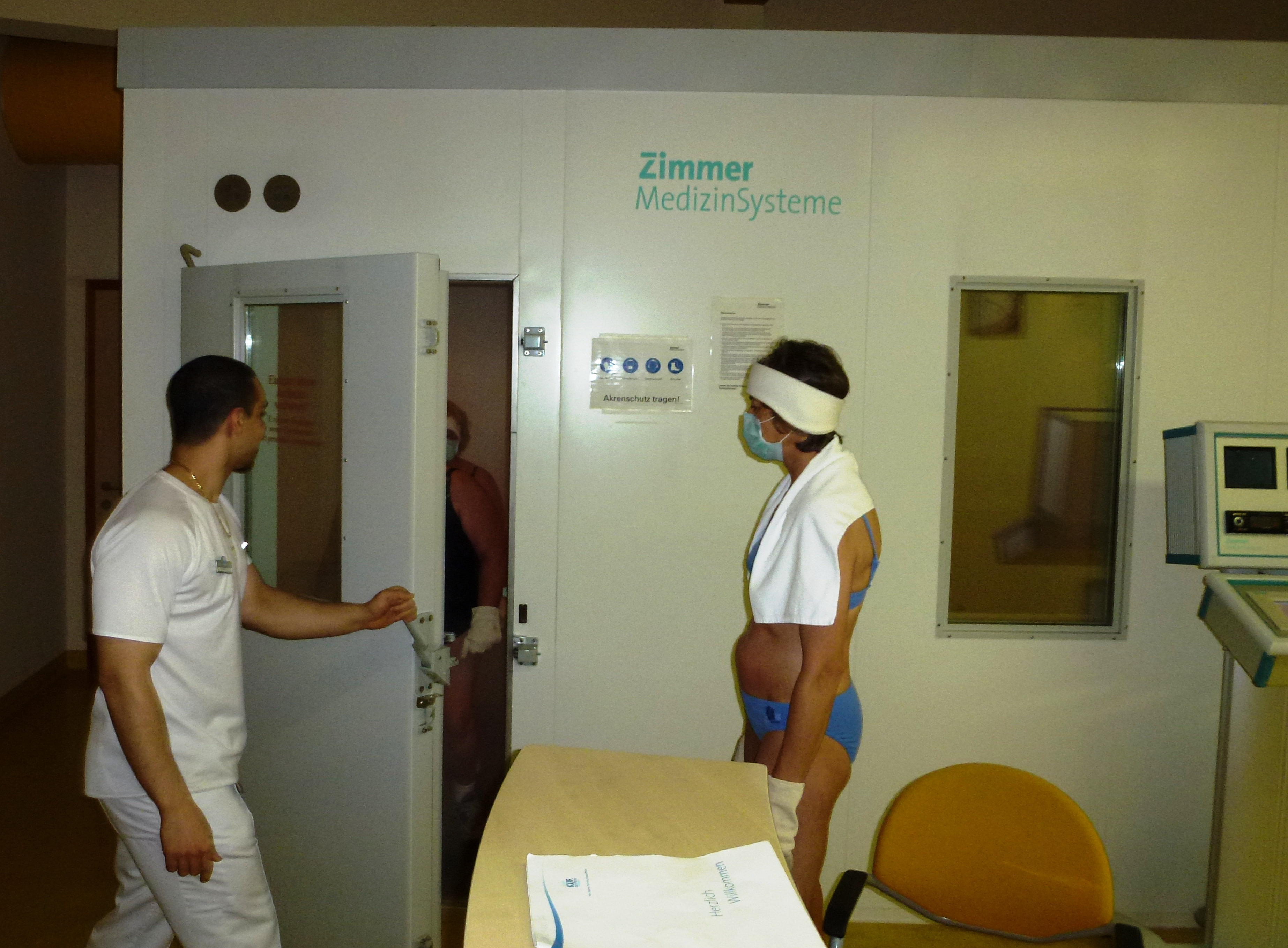
Patiente en phase de préparation à la cryothérapie.

Dans la cryothérapie en chambre le corps du patient est placé dans une pièce dont la température est d'environ −110 °C pendant une durée très courte (moins de trois minutes). L'objectif est de déclencher les réflexes de lutte contre le froid du corps et cela sans blessures.
Lors d'une séance, le patient est équipé de manchons aux pieds et aux mains ainsi que de protections pour les oreilles et la bouche (les parties du corps humain les plus sensibles au froid). La température extérieure de la peau baisse d'environ une dizaine de degrés mais ne doit pas être en dessous de 5 °C. La température du corps reste quant à elle stable.
Au cours de la séance, le corps secrète des endorphines qui produisent une analgésie.
La cryothérapie en chambre traite le stress, l'insomnie, les rhumatismes, les douleurs aux muscles et articulations, les démangeaisons, le psoriasis.

## Cryothérapie gazeuse hyperbare
La cryothérapie gazeuse hyperbare, appelée NeuroCryoStimulation ou NCS, mise au point par la société Cryonic Medical,, soulage les douleurs par quatre mécanismes physiologiques : 
1. Anti-douleur ;
2. Vasomoteur ;
3. Anti-inflammatoire ;
4. Relâchement musculaire.

Certains médecins, kinésithérapeutes et vétérinaires, appliquent pendant un temps très court sur la peau, à hauteur de l’articulation douloureuse, du dioxyde de carbone à −78 °C avec une pression de 50 bars et une fréquence de 400 Hz. Les séances peuvent être répétées à volonté[réf. nécessaire].

## Autres techniques
Dans l'hypothermie thérapeutique le patient est refroidi dans sa globalité (température centrale entre 32 °C et 34 °C ) pendant plusieurs heures ou jours. Elle est utilisée en réanimation médicale notamment pour les suites de l'arrêt cardio-circulatoire.